# Nera (ciutat hitita)
Nera va ser una ciutat hitita situada vora el territori de Nerik, que els kashka van tenir molt de temps sota el seu domini. La van atacar ja des del segle xvi aC però no la van arribar a ocupar fins aproximadament l'any 1400 aC.
Hattusilis rei d'Hakpis (després rei hitita amb el nom d'Hattusilis III) als començaments del segle xiii aC, va reconstruir la ciutat de Nerik i va fer que les ciutats de Nera i Haštira fossin les seves fronteres i les va convertir en ciutats tributàries.